# Alles (album)
Alles is het zevende studioalbum van Herman van Veen, verschenen in 1973. 
Het album bevat opnieuw opgenomen nummers van reeds eerder opgenomen liedjes. Op de achterkant van de albumhoes staat daarom te lezen: "Het leek me beter Alles nog es over te doen - Herman".

## Nummers
| Nr. | Titel                                               | Schrijver(s)                                                 | Duur |
| --- | --------------------------------------------------- | ------------------------------------------------------------ | ---- |
| 1.  | Liefde van later (La Chanson Des Vieux Amants)      | Jacques Brel, Lennaert Nijgh                                 | 3:18 |
| 2.  | Helden                                              | Chris Pilgram, Rob Chrispijn                                 | 4:00 |
| 3.  | Cirkels (The windmills of your mind)                | Alan Bergman, Marilyn Bergman, Michel Legrand, Rob Chrispijn | 3:14 |
| 4.  | Adieu café                                          | Herman van Veen, Willem Wilmink                              | 3:29 |
| 5.  | Waar blijft de tijd (On Ne Voit Pas Le Temps Passé) | Jean Ferrat, Ferenc Schneiders                               | 3:03 |
| 6.  | Suzanne (Suzanne)                                   | Leonard Cohen, Rob Chrispijn                                 | 3:56 |

| 1.                 | Fiets (Girl On The Bicycle) | Gary Peterson, Ralph McTell, Rob Chrispijn | 3:21 |
| 2.                 | Jacob Olle                  | Herman van Veen, Rob Chrispijn             | 5:59 |
| 3.                 | Zuinig met haar zinnen      | Chris Pilgram, Rob Chrispijn               | 3:34 |
| 4.                 | Alles                       | Herman van Veen, Rob Chrispijn             | 2:55 |
| 5.                 | In de jaren 60              | Chris Pilgram, Rob Chrispijn               | 3:08 |
| 6.                 | Rozengeur en marjolein      | Herman van Veen, Rob Chrispijn             | 4:05 |
| Totale duur: 43:48 |                             |                                            |      |